# Peixotoa
Peixotoa là một chi thực vật có hoa trong họ Malpighiaceae.

## Loài
Chi Peixotoa gồm các loài: